# A United Airlines 93-as járatának katasztrófája
2001. szeptember 11. reggelén 19 géprabló átvette az irányítást négy, Bostonból, Newarkból és Washingtonból San Franciscóba és Los Angelesbe induló repülőjáraton.
A negyedik gép, a United Airlines 93-as járata, ami egy Boeing 757–222 volt, Pennsylvania államban, Shanksville közelében zuhant le 10:03-kor, miután a gép utasai visszafoglalták a repülőgépet. A támadás eredeti célpontja a Capitolium, vagy a Fehér Ház lehetett.

## United Airlines 93-as járata
A United Airlines 93-as járata egy belföldi menetrend szerinti utasszállító járat volt, amelyet a fedélzetén lévő négy al-Kaida terrorista térített el a szeptember 11-i támadások részeként. A gép végül a pennsylvaniai Somerset megyében zuhant le, miután az utasok és a személyzet megpróbálta visszaszerezni az irányítást a gép felett a gépeltérítőktől. A fedélzeten tartózkodó mind a 44 ember meghalt, köztük a gépeltérítők is. A Boeing 757-222 típusú repülőgép a United Airlines napi menetrend szerinti reggeli járata volt a New Jersey állambeli Newark nemzetközi repülőtérről a kaliforniai San Francisco nemzetközi repülőtérre.
A gépeltérítők 46 perccel a felszállás után behatoltak a repülőgép pilótafülkéjébe. A kapitány és az első tiszt megküzdött a gépeltérítőkkel, amit továbbítottak a légiforgalmi irányításnak. Ziad Jarrah, aki pilótaként képzett, átvette az irányítást a repülőgép felett, és visszaterelte a keleti part felé, Washington, D.C., az Egyesült Államok fővárosa irányába. Khalid Sheikh Mohammed és Ramzi bin al-Shibh, akiket a támadások fő felbujtóinak tartanak, azt állították, hogy a célpont az Egyesült Államok Capitoliumának épülete volt.
Amíg a gépeltérítők átvették az irányítást a gép felett, a pilóták olyan intézkedéseket hozhattak, mint például a robotpilóta kikapcsolása, hogy megakadályozzák a gépeltérítőket. Több utas és légiutas-kísérő telefonhívásokból értesült arról, hogy már öngyilkos merényleteket követtek el eltérített utasszállítók a New York-i World Trade Centerben és a virginiai állambeli Arlington megyében található Pentagonban. Ahelyett, hogy átadták volna a gép irányítását, sok utas megpróbálta visszavenni azt a gépeltérítőktől. A harc során a gépeltérítők szándékosan egy mezőre zuhantatták a gépet egy bánya közelében Stonycreek Townshipben, Indian Lake és Shanksville közelében, Pittsburghtől körülbelül 105 kilométerre délkeletre és Washington DC-től 130 mérföldre (210 kilométerre) északnyugatra. Néhány ember szemtanúja volt a becsapódásnak a földről, és a hírügynökségek egy órán belül elkezdték beszámolni az eseményről.
Az áldozatok névsora megtalálható: itt.

## Populáris kultúrában
Az esetről film is készült A United 93-as címmel.